# Authon (Alpes-de-Haute-Provence)
Authon település Franciaországban, Alpes-de-Haute-Provence megyében. Lakosainak száma 59 fő (2022. január 1.). Authon Barles, Bayons, Le Castellard-Mélan, La Robine-sur-Galabre, Hautes-Duyes, Saint-Geniez és Valavoire községekkel határos.

## Népesség
A település népességének változása:
| Lakosok száma | 22   | 21   | 38   | 39   | 49   | 53   | 62   | 63   | 63   | 59   |
|               | 1968 | 1982 | 1990 | 2006 | 2013 | 2015 | 2017 | 2019 | 2020 | 2022 |